# Spilosoma heylartsi
Spilosoma heylartsi är en fjärilsart som beskrevs av Rothschild 1910. Spilosoma heylartsi ingår i släktet Spilosoma och familjen björnspinnare. Inga underarter finns listade i Catalogue of Life.